# Inka Huasi (Ayacucho)
Inka Huasi ( do quechua , Inka = Inca , Huasi = casa, Casa Inca) é um Sítio Arqueológico do Peru localizado no distrito de Pullo , na província de Parinacochas , na região de Ayacucho, a noroeste da bacia do lago Parinacochas 

## Caracteristicas
As ruínas estão localizadas 3296 metros acima do nível do mar. Acredita-se que tenha sido construída no reinado de Pachacuti (1438 - 1471) ou no de Túpac Yupanqui (1471 - 1493) para ser um Tambo (do quéchua tanpu, era um local situado ao lado de uma estrada importante, usado como albergue e como armazém para emergências normalmente ficavam distantes uns dos outros entre 20 a 30 km , uma jornada de caminhada a pé). 
A função da casa era a de abrigar os coletores de impostos temporariamente enquanto estivessem na região, várias dessas casas foram construídas com essa finalidade em todos os cantos do império  . Além disso haviam locais para veneração, alojamento para os Chasquis e um observatório astronômico. 
Nas encostas das colinas da bacia do Parinacochas podemos ver vestígios de muitos terraços antigos. Eram plantados no local batatas e outros tubérculos em grande quantidade.  
Foram encontrados sepulcros em cavernas tampadas com adobe na colina a oeste do lago, mas essas paredes foram parcialmente quebradas de modo a permitir que os sepulcros fossem saqueados. Foram encontrados nove ou dez crânios soltos nos escombros das cavernas. Um dos crânios parecia trepanado. 
No cume das colinas foram localizados vestígios de uma estrada antiga, de cinquenta metros de largura, um amplo caminho gramado através de campos de pedras soltas. Esta estrada não era pavimentada, e não havia evidência de ter sido utilizada nos últimos tempos. Ele percorre a mesma direção do lago através do cume indo em direção a um vale largo, onde há muitos terraços e campos cultivados, não muito distante da Planície de Nasca. Provavelmente pedras foram empilhadas em cada lado da estrada para economizar tempo na condução de caravanas de lhamas através dos cumes pedregosos. A lhama não gosta de superar qualquer obstáculo, mesmo uma parede muito baixa. A estrada gramada certamente encorajaria os animais a prosseguir na direção desejada . 
O declínio Inca Huasi coincide com o período de luta pelo poder entre Huáscar e seu irmão Atahualpa (1532).  A falta de cuidado por parte do governo central levou à destruição da cidade.  Outra hipótese sobre a desintegração da região é que o desmatamento e o subsequente aumento da aridez levaram a população a abandonar essas terras, que como anteriormente relatado tinha uma boa colheita . 

## Histórico da exploração
O especialista em arqueologia peruana Antonio Raimondi que se tornou na época Membro Correspondente Honorário da Royal Geographical Society  visitou a região em 1863. 
Em 1922 o arqueólogo da Royal Geographical Society, Hiram Bingham explorou a região. Naquela época na terceira semana de agosto, ocorria uma feira anual que reunia produtores de toda a região e a praça principal de Inka Huasi era utilizada para abrigar as barracas da feira. A praça era cercada por um longo edifício de adobe e pedra, em sua maioria as pedras utilizadas na construção foram cortadas grosseiramente, mas havia algumas pedras que mostravam sinais de terem sido cuidadosamente lapidadas por antigos pedreiros. Algumas pedras soltas pesavam meia tonelada o que deixou  atônitos os membros da equipe por não saberem como conseguiram trazer essas pedras até o meio da praça. 
Em 2013 houve a proposta de tornar o sítio uma zona turística, ressaltando que o sítio estava em mal estado de conservação 